# Setodes curvisetus
Setodes curvisetus là một loài Trichoptera trong họ Leptoceridae. Chúng phân bố ở miền Cổ bắc.